# فریسکو (ایلینوی)
فریسکو (به انگلیسی: Frisco) یک منطقهٔ مسکونی در ایالات متحده آمریکا است که در شهرستان فرانکلین، ایلینوی واقع شده‌است. فریسکو ۱۳۹٫۹ متر بالاتر از سطح دریا واقع شده‌است.